# آنتون لیدر
آنتون لیدر (انگلیسی: Anton Leader؛ ‏ ۲۳ دسامبر ۱۹۱۳ – ۱ ژوئیهٔ ۱۹۸۸) کارگردان فیلم، کارگردان تلویزیونی و تهیه‌کننده تلویزیونی اهل ایالات متحده آمریکا بود. از اواسط دهه ۱۹۵۰ تا اواسط دهه ۱۹۷۰، او قسمت‌های زیادی از برخی سریال‌های تلویزیونی محبوب آن دوران را کارگردانی و برای چند شرکت بزرگ فیلم‌سازی از جمله شرکت‌های یونیورسال پیکچرز و کلمبیا پیکچرز کار می‌کرد.
از فیلم‌ها یا مجموعه‌های تلویزیونی که وی در آن‌ها نقش داشته‌است، می‌توان به هاوایی فایو-او، ویرجینیایی، آیرونساید، پیشتازان فضا: مجموعه اصلی، تارزان، دیگر وقتش رسیده‌است، جزیره گیلیگن، گمشده در فضا و منطقه نیمه‌روشن اشاره نمود.